# Nostra Llar - Rússia
La nostra Llar-Rússia (en rus: Наш дом - Россия), abreujat com NDR, va ser un partit polític rus liberal-conservador que va existir des de 1995 fins al 2000 (oficialment dissolt al 2006).

## Història
La formació va ser fundada pel llavors primer ministre rus Viktor Chernomyrdin. Va ser un moviment polític centrista i liberal, fundat amb el propòsit de reunir a més partidaris del govern reformista tecnocràtic de llavors. En el moment de la seva fundació, Chernomyrdin comptava amb el suport del president rus Boris Eltsin, juntament amb nombroses institucions financeres, com l'Associació de Bancs Russos, i companyies importants com Gazprom, de la qual anteriorment havia estat president. El moviment va atreure les simpaties i els interessos de molts membres prominents de l'elit governant de Rússia, i la NDR va ser sobrenomenada «el partit del poder» També va ser conegut com «el partit dels oligarques», anteriorment identificat amb l'Elecció Democràtica Russa.
A les eleccions de la Duma Estatal de 1995 va rebre el 10,13% dels vots i 55 diputats (entre la llista de partit i els districtes electorals), la tercera posició en nombre de vots i els segons en diputats, per darrere del Partit Comunista de la Federació Russa.
Encara que van criticar la guerra a Txetxènia, Viktor Chernomyrdin i la NDR van exercir un paper central en el suport a Eltsin en la seva candidatura de 1996 a la reelecció com a president de la Federació Russa.
A la primavera de 1998, Eltsin va acomiadar a Chernomyrdin com a cap de govern i el 1999 l'administració de Eltsin va recolzar un partit recentment format, Unitat, enlloc de Nostra Llar. Com a resultat, el partit, que tenia 55 escons a la Duma Estatal, va obtenir només 7 en les eleccions parlamentàries de desembre de 1999, ja com a partit minoritari.
En la mateixa legislatura, els seus diputats es van unir al grup parlamentari de Rússia Unida, aturant l'activitat del partit per decisió del VIII Congrés (26 de maig del 2000), sent oficialment dissolt al 2006.

## Vegeu més
- Rússia Unida
- Causa Justa
- Boris Eltsin